# Alfons Vandenbrande
Alfons Vandenbrande   (Kessel, 15 de desembre de 1928 - Lier, 23 d'abril de 2016) va ser un ciclista belga que va ser professional entre 1952 i 1961. En el seu palmarès destaca una victòria d'etapa a la Volta a Bèlgica de 1957.

## Palmarès
- 1948
  - Vencedor d'una etapa a la Volta a Bèlgica amateur
- 1953
  - 1r al Circuit de Bèlgica central
- 1954
  - 1r a la Omloop der Vlaamse Gewesten
- 1957
  - Vencedor d'una etapa de la Volta a Bèlgica

### Resultats al Tour de França
- 1954. Abandona (8a etapa)